# Andrzej Morański
Andrzej Morański (ur. 24 lutego 1947, zm. 4 marca 1997) – szopkarz krakowski, z zawodu ślusarz. Wielokrotny uczestnik konkursu szopek krakowskich (lata 1983–1996), laureat pierwszej nagrody w latach: 1984, 1985, 1987, 1989, 1990, 1991, 1992, 1993, 1994, 1995, 1996. Jego dzieła znajdują się w kolekcji Muzeum Historycznego Miasta Krakowa oraz Muzeum Tkactwa w Kamiennej Górze (szopka z 1995 roku).
Został pochowany w Kamiennej Górze na cmentarzu komunalnym przy ul. Katowickiej.